# بمباران هامبورگ در جنگ جهانی دوم
متفقین در جنگ جهانی دوم بمباران‌های استراتژیک بسیاری انجام دادند. هامبورگ به عنوان بندری بزرگ و مرکزی صنعتی و محل پالایش نفت در سرتاسر جنگ هدف حمله قرار گرفت. پایگاه قدیمی‌ترین کارخانه دینامیت جهان، ساخته آلفرد نوبل هم در نزدیکی هامبورگ بود.
نیروی هوایی سلطنتی بریتانیا و آمریکا در ژوئیه ۱۹۴۳ در یکی از بزرگ‌ترین طوفان‌های آتشین خود در جنگ جهانی دوم حدود ۳۷٬۰۰۰ تن را کشته و ۱۸۰٬۰۰۰ تن را زخمی کرده و ۶۰ درصد از خانه‌های شهر را نابود کردند.